# Saunasaaret (ö i Norra Savolax, Kuopio, lat 63,00, long 27,46)
Saunasaaret är en ö i Finland.   Den ligger i norra delen av sjön Kallavesi och i  kommunen Siilinjärvi i den ekonomiska regionen  Kuopio ekonomiska region  och landskapet Norra Savolax, i den centrala delen av landet, 300 km norr om huvudstaden Helsingfors.